# ГЕС Роттенбрюннен
ГЕС Роттенбрюннен — гідроелектростанція на південному сході Швейцарії. Становить нижній ступінь у гідровузлі, створеному на основі ресурсів кількох правих приток річки Вордеррайн (Передній Рейн, лівий виток Рейну), які дренують північно-східну частину Лепонтинських Альп.
Вода для роботи станції постачається за допомогою дериваційного тунелю довжиною 12,2 км та діаметром 3,2 метра, який починається від нижнього балансуючого резервуара ГЕС Safien Platz у долині річки Рабіуса (права притока Вордеррайну) та прямує на схід у паралельну долину Хінтеррайну (Задній Рейн, правий виток Рейну). При цьому можливо відзначити, що станція Safien Platz, своєю чергою, отримує частину ресурсу із заходу через дериваційний тунель з долини Вальзеррайну (відноситься до сточища Глогну, іншої правої притоки Вордеррайну).
Безпосередньо до машинного залу станції Роттенбрюннен веде напірна шахта довжиною 1120 метрів зі змінним діаметром від 2,1 до 2,5 метра. Зал обладнано трьома турбінами типу Пелтон потужністю по 42 МВт, які при напорі у 673 метри забезпечують виробництво 185 млн кВт·год на рік. Відпрацьована вода відводиться у Хінтеррайн.